# Canon de campagne de 4,5 pouces
Le canon moyen BL de 4,5 pouces était un canon britannique utilisé par l'artillerie de campagne pendant la Seconde Guerre mondiale. Il n'avait rien de commun avec l'obusier QF 4,5 pouces ou le canon AA QF 4,5 pouces.

## Histoire

Un canon britannique de 4,5 pouces tirant en Tunisie, 1943.

À la fin des années 1930, le BL de 60 livres de 1905 de l'époque de la Première Guerre mondiale avait atteint la fin de sa durée de vie utile dans les rangs de l'armée britannique. Un successeur a été recherché et les travaux ont commencé sur une toute nouvelle conception qui donnerait le canon de campagne moyenne Ordnance BL 4.5 pouces, composé d'un canon moyen à longue portée conçu pour le tir de contrebatterie. L'arme a été utilisée pendant toute la Seconde Guerre mondiale et elle a équipé un certain nombre de régiments moyens, dont la moitié des régiments canadiens. En service, les canons ont été déployés au niveau du régiment et ont été pris en charge par des groupes de campagne d'artillerie britanniques et canadiens pendant la guerre.
Le canon de campagne de 4,5 pouces (114 mm) était une bonne arme capable de tirer un 25 kg d'obus jusqu'à 11,6 miles avec une Charge 3. Il correspondait aux obusiers allemands de 10,5 cm et 150 mm en portée et en puissance de feu.
Par souci de commodité, les munitions Mk 1 ont été conçues pour être montées sur le chariot de 60 livres. Le Mk 2 était sur un nouveau chariot qui a également été utilisé avec le canon BL 5,5 pouces qui a remplacé l'obusier de 6 pouces. Il y avait de légères différences entre les équipements Mk 1 et Mk 2, mais la portée maximale était presque identique. Le canon Mk 1 fut lancé pour la première fois en 1938 et équipa un ou deux régiments du Corps expéditionnaire britannique, où ils virent leur baptême du feu. Ils ont également équipé au moins un régiment pendant la campagne d'Afrique du Nord et certains ont été perdus en Grèce. Le 4,5 pouces Mk 1 est parfois confondu avec le 60 livres. Les deux Mks étaient normalement remorqués par le tracteur d'artillerie moyen AEC Matador 4 × 4. Les Allemands ont donné aux canons capturés la désignation 11,4 cm K 365 (e).
En 1941, le canon de 114 mm était placé au sommet d'un chariot standardisé commun aux systèmes d'artillerie de 4,5 pouces et 5,5 pouces. Cela a créé le désignateur Mk 2. Les émissions de munitions Mk 2 sur le transport public ont commencé en 1941 et ont servi en Afrique du Nord, en Italie et en Europe du Nord-Ouest. Il a été retiré du service sur le terrain en 1945, relégué à des fins de formation et finalement déclaré obsolète en 1959.
Le canon américain de 4,5 pouces M1 utilisait le même design d'obus, Mk 1D en service britannique avec un 6/10 crh. Cette conception a été notée pour sa petite quantité d'explosif (1,8 kg) pour un obus de 25 kg, mais les plus grosses pièces qui en résultaient étaient adaptés à son rôle de contre-batterie. Hormis l'explosif, le seul autre type d'obus était la fusée éclairante utilisée pour indiquer les cibles d'attaque aérienne. Il avait du propulseur dans les charges 1, 2 et 3. La cadence de tir intense était de 2 coups par minute, la cadence normale était d'un coup ; les coups de feu variaient entre 2 et 3 coups par minute.

## Variantes
Marque 1
Nouvelle munition de 4,5 pouces sur chariot de 60 livres introduite dans les années 1930 et utilisée par l'Artillerie royale en France et en Afrique du Nord pendant la Seconde Guerre mondiale.
Mark II
Munitions modifiées sur chariot de 4,5 pouces et 5,5 pouces utilisées pendant la Seconde Guerre mondiale à partir de 1941 par l'artillerie britannique et canadienne.